# 可溶栓

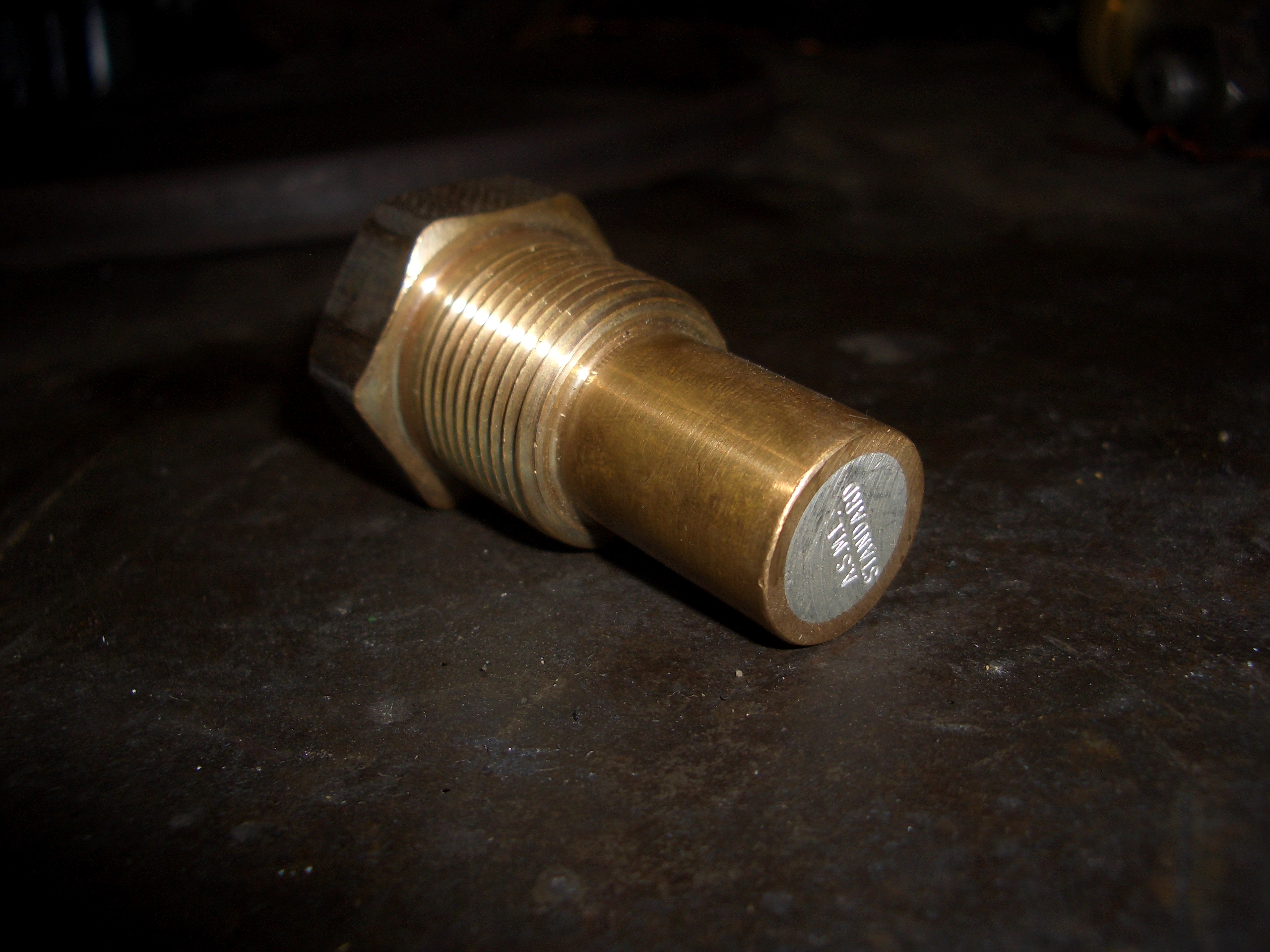
現代の可溶栓、融点の低い金属が芯の部分に見えている

可溶栓（かようせん）、あるいは溶栓（ようせん）、安全栓（あんぜんせん）は、青銅、黄銅、砲金などで作られ、その全長にわたって先細になった穴が開けられている、ねじ山の切られた栓である。この穴は鉛やスズなどの融点の低い金属で塞がれている。ボイラーや高圧ガスの容器などに取り付けられて、空焚きなどで異常な高温や高圧になった時に融点の低い部分が溶けて穴が開くことで、高圧ガスを逃がして爆発を防いだり、その高圧ガスの通り抜ける音で人間に異常を知らせたりする安全装置である。いわばガス抜きのような効用を持っている。

## 歴史
可溶栓は1803年に高圧蒸気式の蒸気機関の提唱者であるリチャード・トレビシックが、彼の開発したボイラーの爆発事故の結果を受けて発明した。彼の批判者たちは高圧蒸気を使うという概念を非難していたが、トレビシックはボイラーを焚く担当者がきちんとボイラーを水で満たしていなかったためにこの事故が起きたということを証明した。彼は批判を封じるために、この発明に対して特許を取らずに広めた。

## 実験
1830年代にボストンのフランクリン・インスティチュート（Benjamin Franklin Institute of Technology）で行われた実験では、当初溶栓が作動した際にボイラーに水を加えるという方法に疑問を投げかけた。実験は、水位を確認する小さなガラス窓のある蒸気ボイラーで、水位が火室の上部よりも下がった状態で通常の使用温度以下で行われた。水が注入されると、圧力が急上昇して水位確認窓のガラスが割れることを確認した。実験者は、高温の金属が注入された水を急速に蒸発させるために、こうした事故は不可避のものであると報告した。
この説に疑問が投げかけられたのは1907年のことであった。ウェールズのリムニー鉄道（Rhymney Railway）の小型蒸気機関車が、不注意により安全弁が不適切に組み込まれた状態で送り出された。エゼクタが作動しなくなるほどボイラーが高圧になり、火室上部が露出して爆発した。鉄道監督局（Her Majesty's Railway Inspectorate）のカーネル・ドルイト（Colonel Druitt）率いる調査では、機関士がエゼクタを作動させることに成功して急に冷たい水を流したことが蒸気圧の上昇をもたらしてボイラーを爆発させたとする説を否定した。ボイラーの認定・保険団体であるマンチェスター蒸気利用者協会（Manchester Steam Users Association）による、ボイラー上部の銅はその比熱容量を考えるとボイラーの圧力を上昇させるほど蒸気を作り出すことはできないという実験結果を引用した。実際のところ、冷たい水を流すとむしろ蒸気圧は下がる。それ以降は、可溶栓が作動した時に採るべき正しい措置は注水することであるとされるようになった。

## 保守
アメリカ国立標準技術研究所による調査によれば、使用中に可溶栓に水垢がついたり腐食したりすると、融点が上がって必要な時に作動しなくなる。実例では、融点が1,100度を超えている例も見られた。現在のアメリカ合衆国の標準では、500時間の使用毎に交換を指定している。イギリス鉄道規制庁（Office of Rail Regulation）では機関車の種類や使用圧力に応じて、30日から60日程度の使用を認めている。

## 蒸気機関車での使用例
蒸気機関車では、火室の上部に1 インチほど水側に突き出して取り付ける。水位が低下して火室の上部が露出する前に可溶栓が露出し、融点の低い芯が溶けて蒸気が火室側に噴出してくる。火室の燃焼ガスの温度は550度にも達するので、水位が低下して火室の一部が露出すると火室の一般的な材料である銅は軟化してボイラーの圧力に耐えられなくなり、速やかに火を消すか水を注入しなければボイラーの爆発を引き起こす。蒸気機関車の場合、穴は小さいため圧力を十分に低下させるほどの効果は無く、また水の流れ込む量もほとんどないかわずかであるため、火を消すほどの効果は期待できない。

## その他の使用例
可溶栓は空気圧縮機に取り付けられて、潤滑油の発火を防ぐ目的で使われることがある。空気圧縮機の作動で安全の限界を超えて加熱すると作動し、空気圧を逃がす。
液化石油ガスの輸送でも用いられ、中の温度が120度程度になると作動して外にガスを放出する。より高温になるとBLEVEと呼ばれる爆発となってしまう。